# Индекс Кейтца
Индекс Кейтца (англ. Kaitz index) — экономический показатель, который представляет собой отношение установленной законом минимальной заработной платы к усреднённой (медианой) заработной плате (не путать со средней заработной платой). Чем выше индекс Кейтца, тем значительнее доля работников, получающих зарплату близкую к установленному минимуму. Само по себе высокое или низкое значение индекса не означает бедности работников, но оно демонстрирует относительную бедность тех, чей доход привязан к уровню минимальной оплаты, а также характеризует потенциальное влияние на экономику законодательных изменений этого минимума.
При этом надо учитывать различие методологических подходов формирования минимального уровня заработной платы. В Российской Федерации до 2021 года эта величина основывалась на прожиточном минимуме, а во многих странах Евросоюза — на средней заработной плате прошлых периодов. С 1 января 2021 года в России методика расчёта минимальной заработной платы изменилась — теперь она не может быть ниже 42 % от медианной заработной платы, что в течение нескольких лет переходного периода должно вывести для России индекс Кейтца на уровень 42 %. В большинстве стран Евросоюза индекс Кейтца составляет около 60 %, соответственно МРОТ в этих странах составляет 60 % от медианно зарплаты или 50 % от средней (так как средняя всегда выше медианной) по стране.
Показатель был предложен начальником отдела «Статистические стандарты» в Бюро статистики труда при министерстве труда США Хайманом Кейтцем (англ. Hyman Kaitz) в бюллетене 1970 года, посвящённом безработице среди молодежи как средневзвешенное соотношение между минимальной заработной платой и средней заработной платой в различных отраслях. Так как исследование было посвящено проблеме безработицы среди молодёжи, предложенная формула опиралась на данные о работающих несовершеннолетних:
{\displaystyle MW_{t}=\sum _{i}f_{it}{\frac {m_{t}}{w_{it}}}c_{it}}
Где
- {\displaystyle f_{it}} доля несовершеннолетних в отрасли {\displaystyle i} за год {\displaystyle t}, если это требуется, поскольку для несовершеннолетних работников законодательно может быть определена более низкая минимальная заработная плата;
- {\displaystyle m_{t}} минимальная заработная плата за год {\displaystyle t};
- {\displaystyle w_{it}} средняя заработная плата в отрасли {\displaystyle i} за год {\displaystyle t};
- {\displaystyle c_{it}} доля работников отрасли {\displaystyle i}, получающих минимальную заработную плату в году {\displaystyle t}.

В дальнейшем показатель стали часто использовать как более общий, для всех категорий работников. Формула упростилась до вида
{\displaystyle MW_{t}=\sum _{i}{\frac {m_{t}}{w_{it}}}c_{it}}
Показатель широко используется в современных исследованиях для лучшей сопоставимости уровней заработной платы в различных странах.
В случае, когда для сравнения предпочтение отдаётся простоте счёта и не требуется высокая точность, используют ещё более простую формулу
{\displaystyle MW_{t}={\frac {m_{t}}{w_{t}}}}
Где {\displaystyle w_{t}} — официальная средняя заработная плата по стране за год {\displaystyle t};

В аналитическом рабочем документе Международного валютного фонда «Европейская минимальная заработная плата: последствия для бедности и макроэкономические дисбалансы» предлагается считать средним значение индекса Кейтца для стран ЕС на уровне 60 процентов. Более низкий показатель свидетельствует о занижении официального минимального уровня оплаты труда по сравнению со средней заработной платой. Также отмечается, что по состоянию на 2020 год нет единого стандарта, учитывающего отраслевое распределение заработной платы. По этому индексы Кейтца за один и тот же период в разных источниках могут отличаться, в зависимости от принятой методики расчёта средней отраслевой заработной платы.